# Species 2000
Species 2000 là mạng lưới liên kết các cơ sở dữ liệu sinh học, tổ chức này cùng tham gia kiểm tra và biên doạn danh mục Catalogue of Life cùng với nhóm Integrated Taxonomic Information System (ITIS). Mạng lưới Species 2000 được thành lập bởi Frank Bisby cùng các đồng nghiệp tại Đại học Reading (vương quốc Anh) năm 1997 và Catalogue of Life được xuất bản lần đầu năm 2001. Ban thư ký của Species 2000 được đặt tại trường Đại học Reading và các thành viên cũng như quản trị viên thì có mặt ở nhiều nơi trên khắp thế giới.